# Ledce (Plzeň)
Ledce é uma comuna checa localizada na região de Plzeň, distrito de Plzeň-sever.